# 贾福海
贾福海（1914年8月23日—2004年10月3日），中国工程地质学家。

## 生平
1914年生于山西原平。1941年毕业于西南联合大学地质系。1980年当选为中国科学院学部委员(院士)。曾任国土资源部科学技术高级咨询中心高级顾问、科学技术顾问委员会委员、高级工程师。长期从事地质、水文地质、工程地质工作。